# Tántalo (Goya)
Tantale
L'eau-forte Tántalo (en français Tantale) est une gravure de la série Los caprichos du peintre espagnol Francisco de Goya. Elle porte le numéro neuf dans la série des 80 gravures. Elle a été publiée en 1799.

## Interprétations de la gravure
Il existe divers manuscrits contemporains qui expliquent les planches des Caprichos. Celui qui se trouve au Musée du Prado est considéré comme un autographe de Goya, mais semble plutôt chercher à dissimuler et à trouver un sens moralisateur qui masque le sens plus risqué pour l'auteur. Deux autres, celui qui appartient à Ayala et celui qui se trouve à la Bibliothèque nationale, soulignent la signification plus décapante des planches.
- Explication de cette gravure dans le manuscrit du Musée du Prado :
Si el fuese más galán y menos fastidioso ella reviviría.
(S'il avait été plus galant et moins ennuyeux, elle reviendrait à elle)[2].

- Manuscrit de Ayala :
Si él fuese más galán, ella reviviría. Esto sucede a los viejos que se casan con las mozas.
(S'il avait été plus galant, elle reviendrait à elle. Cela arrive aux vieux qui se marient avec des jeunes)[2].

- Manuscrit de la Bibliothèque nationale :
Una buena hembra al lado de un viejo que no la satisface, tiene deliquios, y es como el que tiene sed, está junto al agua, y no pude gustarla.
Une bonne femme à côté d'un vieux qui ne la satisfait pas, a des évanouissements ecclésiastique, et c'est comme lui qui a soif, se trouve à côté de l'eau, et ne peut la goûter)[2].

Le nom donné à la gravure, Tantale, était dans la mythologie grecque un roi de Lydie qui, après avoir invité les dieux à sa table et la nourriture manquant, avait décidé de tuer son fils Pélops et de le servir au festin. Tantale a été torturé éternellement dans le Tartare. Dans ce qui est devenu aujourd'hui un exemple proverbial de la tentation sans satisfaction, sa punition consistait être sur un lac avec de l'eau jusqu'au menton, sous un arbre avec des branches pleines de fruits. Chaque fois que Tantale, tenaillé par la faim ou la soif, essayait de prendre un fruit ou de boire un peu d'eau, ces éléments étaient immédiatement retirés de sa portée.

## Technique de la gravure

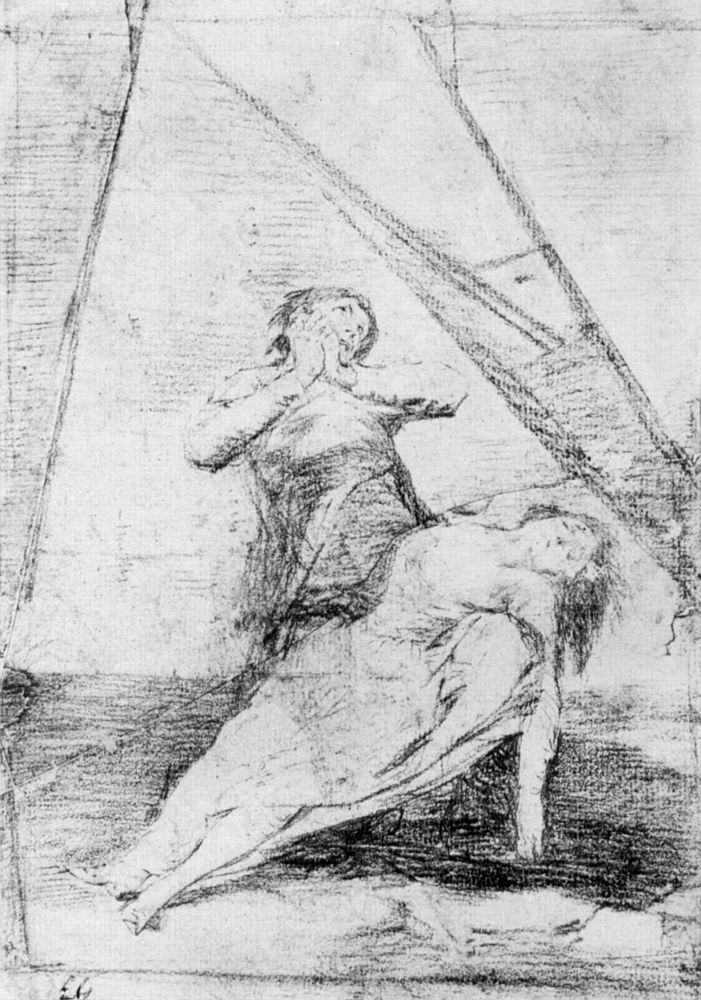
Dessin préparatoire.

Le dessin préparatoire à la sanguine, conservé au Musée du Prado, est très similaire dans la composition des personnages ; dans la gravure, l'homme est plus proche de la femme pour augmenter la tension dramatique. La pyramide en construction au fond, déjà présente dans le dessin se retrouve dans la gravure. La pyramide apparaît également dans d'autres œuvres de Goya. Le dessin préparatoire mesure 202 × 141 mm. Dans la marge inférieure, à gauche, au crayon : “54” ; superposé, à l'encre : “21”.
Goya a utilisé pour l'estampe l'eau-forte et l'aquatinte. L'estampe mesure 205 × 149 mm sur une feuille de papier de 306 × 201 mm.

## Catalogue
- Numéro de catalogue G0209 de l'estampe au Musée du Prado.
- Numéro de catalogue D04209 du dessin préparatoire au Musée du Prado.
- Numéro de catalogue 51-1-10-9 au Musée Goya de Castres.